# تيار بيانات
في علم الحاسوب يستخدم لفظ تيار بيانات أو دفق البيانات (Data stream) للتعبير عن بيانات متتالية لا يمكن التنبؤ بنهايتها. أي أنها كتيار الماء مستمرة في التدفق مشفرة رقميًا، تستخدم لنقل أو تلقي معلومات قيد الإرسال. ويمكن هذا النظام البرنامج بأن يقوم بالتعامل مع البيانات أولا بأول دون حاجة لوجود المحتوى كله في الذاكرة.
جمعت من سلوك متصفح المستخدمين من مواقع الويب، حيث يوضع بكسل مخصص. دفق البيانات مفيدة لعلماء البيانات بالنسبة إلى البيانات الضخمة وتزويد خوارزميات الذكاء الاصطناعي. موفرو دفق البيانات الرئيسيون هم شركات تكنولوجيا البيانات.
من الإستخدامات المهمة لتيارات البيانات تبادل المعلومات بين البرامج المختلفة (IPC) سواء على نفس الجهاز (مثلا بجعبة pipe) أو عبر الشبكة (بمقبس مثلا).

## التيارات القياسية

التيارات القياسية في اليونكس

التيارات القياسية هي ثلاث تيارات بيانات في نظام اليونكس والأنظمة المتقاربة معه وكذلك في لغة البرمجة سي. يتيح هذه التيارات نظام التشغيل لكل البرامج وتستخدم في الإدخال والإخراج:
- الإدخال القياسي (stdin): يمكن إدخال بيانات إلى البرنامج بها. غالبا ما تدخل في شاشة طرفية (Console/Terminal) بلوحة مفاتيح.
- الإخراج القياسي (stdout): يستخدم لطباعة المعلومات من داخل برنامج. عادة تكون متصلة بشاشة طرفية. هذا التيار ذو ذاكرة وسيطة (buffered) أي أنه يجمع مقدار من المعلومات قبيل الطباعة.
- الإخراج القياسي للأخطاء (stderr): هذا التيار شبيه بالإخراج القياسي ولكنه مخصص لاعطاء البرامج وسيلة لكتابة الاخطارات والاشعارت. العبرة في وجود تيارين للإخراج هو إمكانية تحويل مسارهما كل على حدة. هذا التيار unbuffered.

تضيف لغة C++‎ تيارا رابعا بجانب (std::cin و std::cout و std::cerr) وهو std::clog وهو نفس تيار std::cerr ولكن buffered.